# Gröde
Gröde (tiếng Đan Mạch: Grøde, tiếng Bắc North Frisia Groue) là một đô thị thuộc district of Nordfriesland, trong bang Schleswig-Holstein, Đức. Đô thị này có diện tích 2,52 km2, dân số thời điểm ngày 31 tháng 12 năm 2006 là 13 người. Đây là đô thị tọa lạc trên một hallig, là đô thị có dân số ít nhất trong các đô thị tại Đức. Cư dân tại đây sinh sống bằng nghề du lịch và nông nghiệp.
Gröde thuộc Amt Pellworm với thủ phủ ở đảo lớn hơn Pellworm.